# Anja Coleby
Anja Coleby (* 30. September 1971 in Sydney, New South Wales, Australien) ist eine australische Schauspielerin.

## Leben
Eine ihrer ersten Rollen war eine Hauptrolle als Holly Myers in einigen Episoden von Flipper. Danach spielte sie in vielen Science-Fiction-Serien mit, sowie in Fernsehproduktionen unterschiedlichster Genres – darunter Water Rats (1997) und Farscape (2002). Des Weiteren wirkte sie u. a. in Die verlorene Welt (2000) in der Rolle der Hippolita und in Beastmaster (2001) mit, wo sie Königin Lyoka spielte. Außerdem hatte Anja Nebenrollen in einigen australischen Filmen.
Anja Coleby stand kurz für eine australische Sportzeitschrift Model. Sie hat im australischen Fernsehen gearbeitet, zuletzt für ein Wissenschaftsprogramm.
Anja Coleby ist die Tochter des Schauspielers Robert Coleby und Schwester des Schauspielers Conrad Coleby. Ihr Vater ist Engländer und ihre Mutter ist Schwedin.

## Filmografie
- 1978: Chopper Squad (Fernsehserie, eine Folge)
- 1987: Das Jahr meiner ersten Liebe (The Year My Voice Broke)
- 1995: Space 2063 (Space: Above and Beyond, Fernsehserie, eine Folge)
- 1996: Home and Away (Fernsehserie, zwei Folgen)
- 1996: Liebling, bleib so wie ich bin! (Dating the Enemy)
- 1996–1997: Water Rats – Die Hafencops (Water Rats, Fernsehserie, zwei Folgen)
- 1996–2000: Flipper – Die neuen Abenteuer (Flipper, Fernsehserie)
- 1998: Breakers (Fernsehserie)
- 2000: Max Knight: Ultra Spy (Fernsehfilm)
- 2000: Die verlorene Welt (Sir Arthur Conan Doyle’s The Lost World, Fernsehserie, eine Folge)
- 2001: Beastmaster – Herr der Wildnis (BeastMaster, Fernsehserie, eine Folge)
- 2001: The Finder (Fernsehfilm)
- 2002: All Saints (Fernsehserie, eine Folge)
- 2002: Farscape – Verschollen im All (Farscape, Fernsehserie, eine Folge)